# Jovo Budović
Jovo Budović (* 27. April 1991) ist ein aus Bosnien und Herzegowina stammender Handballspieler.

## Karriere
Budović begann bei RK Hercegovina Nevesinje Handball zu spielen. Über RK Leotar Trebinje und kam er mit Rudar Kostolac zu seiner ersten Station im Ausland. 2018/19 stand Budović bei Metaloplastika Šabac unter Vertrag und feierte mit dem Team die Vizemeisterschaft. Von 2019/20 bis 2022/23 lief der Handballtorwart für die HSG Bärnbach/Köflach in der HLA Meisterliga auf. 2023/24 und 2024/25  war er beim Ligakonkurrenten HSG Graz aktiv. Seit der Saison 2025/26 ist er wieder für die HSG Bärnbach/Köflach aktiv.